# ローベルト・フォン・グライム
ローベルト・リッター（騎士）・フォン・グライム（ドイツ語: Robert Ritter von Greim; 1892年6月22日 - 1945年5月24日）は、ドイツの陸軍軍人、空軍軍人。最終階級は空軍元帥（Generalfeldmarschall）。バイエルン出身。
第二次世界大戦末期の1945年4月、アドルフ・ヒトラーによりヘルマン・ゲーリングの後任として第二代かつ最後のドイツ空軍総司令官に任命され、元帥に昇進した。敗戦後に捕虜となり自決した。人間性豊かな人物で配下からは「パパ・グライム」と親しまれていた。

## 経歴

### パイロット
バイエルン王国バイロイトの生まれ。1911年に士官候補生としてバイエルン陸軍鉄道大隊に配属される。翌年第8野戦砲兵連隊に転属。ミュンヘンのKriegsschuleを卒業後、連隊に戻って少尉に任官した。第一次世界大戦が勃発すると、連隊の中隊付将校、1915年からは作戦課参謀などを務める。同年志願して航空偵察兵としての訓練を受け、さらに1916年にはパイロット養成教育を修了し、1917年に中尉に昇進して連隊に戻った。1917年4月に第34戦闘航空隊に転属となり、同年に隊長となる。1918年3月には、イギリス軍の戦車を飛行機で撃破したおそらく最初のドイツ軍パイロットとなった。同年春のドイツ軍大攻勢の際は多くの戦闘機隊を指揮し、大戦中の通算で撃墜28機を記録。プール・ル・メリット勲章を受章したほか、10月23日にはバイエルン王国の「マックス・ヨーゼフ軍事勲章」を受章、騎士（Ritter）を名乗ることを許され、貴族に列せられた。
敗戦後のカップ一揆の際は、上官である情報将校カール・マイヤー大尉の命令でアドルフ・ヒトラーやディートリヒ・エッカートらと共にベルリンに派遣され、ベルリン-ミュンヘン間の航空機による連絡任務にあたったほか、同年自らの希望により、名誉大尉の階級を最後に軍を離れ、ミュンヘン大学で法学を学び始め、卒業後は銀行員になった。しかし飛行機への関心を失ってはおらず、航空郵便業の立ち上げに参加した。1924年から3年間中華民国に赴任して、中国国民党の空軍建設を指導した。1927年にドイツに戻った後は、ヴュルツブルクの飛行機学校教官となった。
1934年1月、空軍再建を目指すドイツ軍に少佐として復帰。ヴェルサイユ条約の取り決めにより当時はまだ空軍はなかったため、第7野戦砲兵連隊長となった。直後に新設の航空省に出向し、戦後初めての戦闘航空団「リヒトホーフェン」の編成に携わった。1935年1月、戦闘機隊監察に就任し、9月に中佐に昇進。1936年4月に大佐に昇進して制空・兵器監察官に任命された。1937年に人事部長に転じる。1938年2月、少将に昇進。1939年初めに第5航空師団長に補された。

### ナチス・ドイツ最後の元帥・空軍総司令官

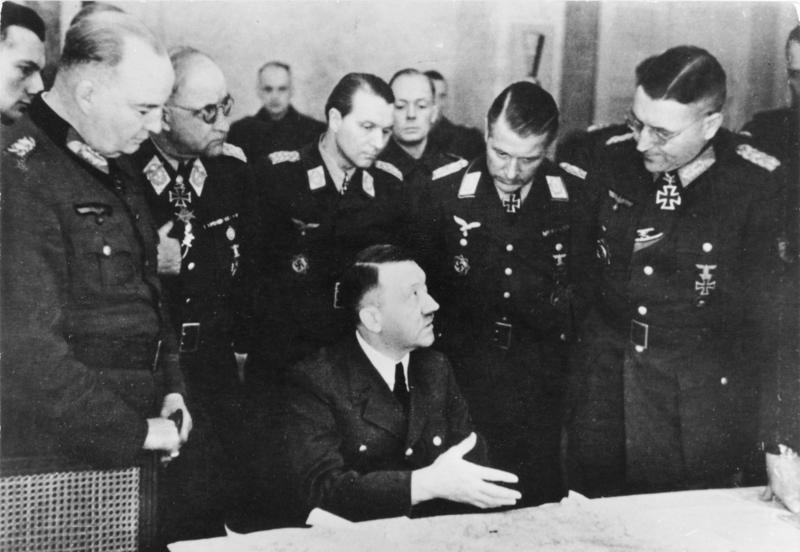
ヒトラー、ハルネコプ城での最後の前線訪問。 ヒトラーの後ろに立つ左から右へ：ヴィルヘルム・ベルリン砲兵大将、ロベルト・フォン・グライム上級大将、フランツ・ロイス少将、ホブ・オデブレヒト対空砲兵大将、テオドール・ブッセ歩兵大将。（1945年3月3日）

第二次世界大戦が勃発してポーランド侵攻作戦が終了すると、中将に昇進して第5航空軍団長に任命された。西方電撃戦勝利後の翌1940年7月19日、航空兵大将に昇進。バトル・オブ・ブリテンでも第5航空軍団を率いた。1942年4月1日に東部航空軍司令官に就任、翌1943年初めに上級大将に昇進した。東部航空軍は同年5月に第6航空艦隊と改称され、独ソ戦での中央軍集団支援を任務としていた。1943年7月のツィタデレ作戦当時、グライムの配下には730機があった。しかし戦闘での消耗や、交換部品の不足に起因する技術的問題により、翌1944年6月のソ連軍大攻勢の際はわずか50機しか残っていなかった。

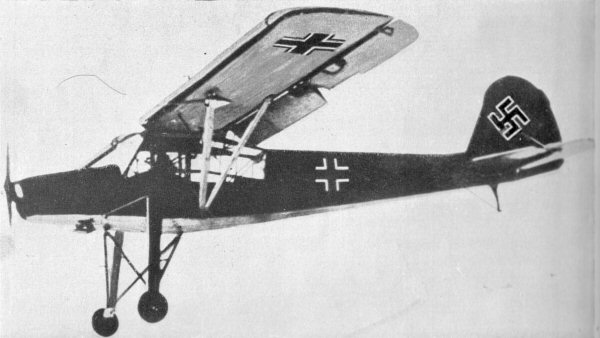
Fi 156偵察機（シュトルヒ）

敗色濃厚な1945年1月の時点でもなお、グライムはヒトラーへの忠誠心を失っていなかった。「総統を信じたことは……間違いだったかもしれない、だがなお彼を信じている。私は裏切り者にはなれない。私には出来ない！」と記している。敗戦直前の1945年4月23日に空軍総司令官ヘルマン・ゲーリング帝国元帥がヒトラーにより一切の権限を剥奪されたのち、グライムは近しい関係にあった女性飛行士ハンナ・ライチュと共に、ソ連軍の重包囲下にあるベルリンに、対空砲火で負傷しながらもシュトルヒ偵察機で駆けつけた。ヒトラーはグライムの忠誠心に感激し、その場でゲーリングの後任としての空軍総司令官に任命するとともに、彼を元帥に列した。これに対しグライムは「総統とそのお力に非常に励まされました」と答えた。ただし、有名無実な司令官職のため大変な危険を冒してまでベルリンに呼びつけられたことで呆れていたとも言われている。グライムはヒトラーとともに総統防空壕に残ることを希望したが、ヒトラーはグライムに対して、ベルリンを脱出して新・空軍総司令官としての職責を果たすように命じた。なお、ヒトラーの遺書の中でも、グライムの名は空軍総司令官として挙げられている。
ベルリンを脱出したグライムは、数日後に南ドイツでハンナ・ライチュと共にアメリカ軍の捕虜となった。ザルツブルクに移送されたグライムは、そこで自分がソ連に引き渡されることを米軍から知らされた。絶望したグライムは5月24日にザルツブルクの獄中で自決した。自決に使用した毒薬は総統地下壕でヒトラーから授かったものだった。グライムの墓はザルツブルク共同墓地にある。